# Nelly Frijda

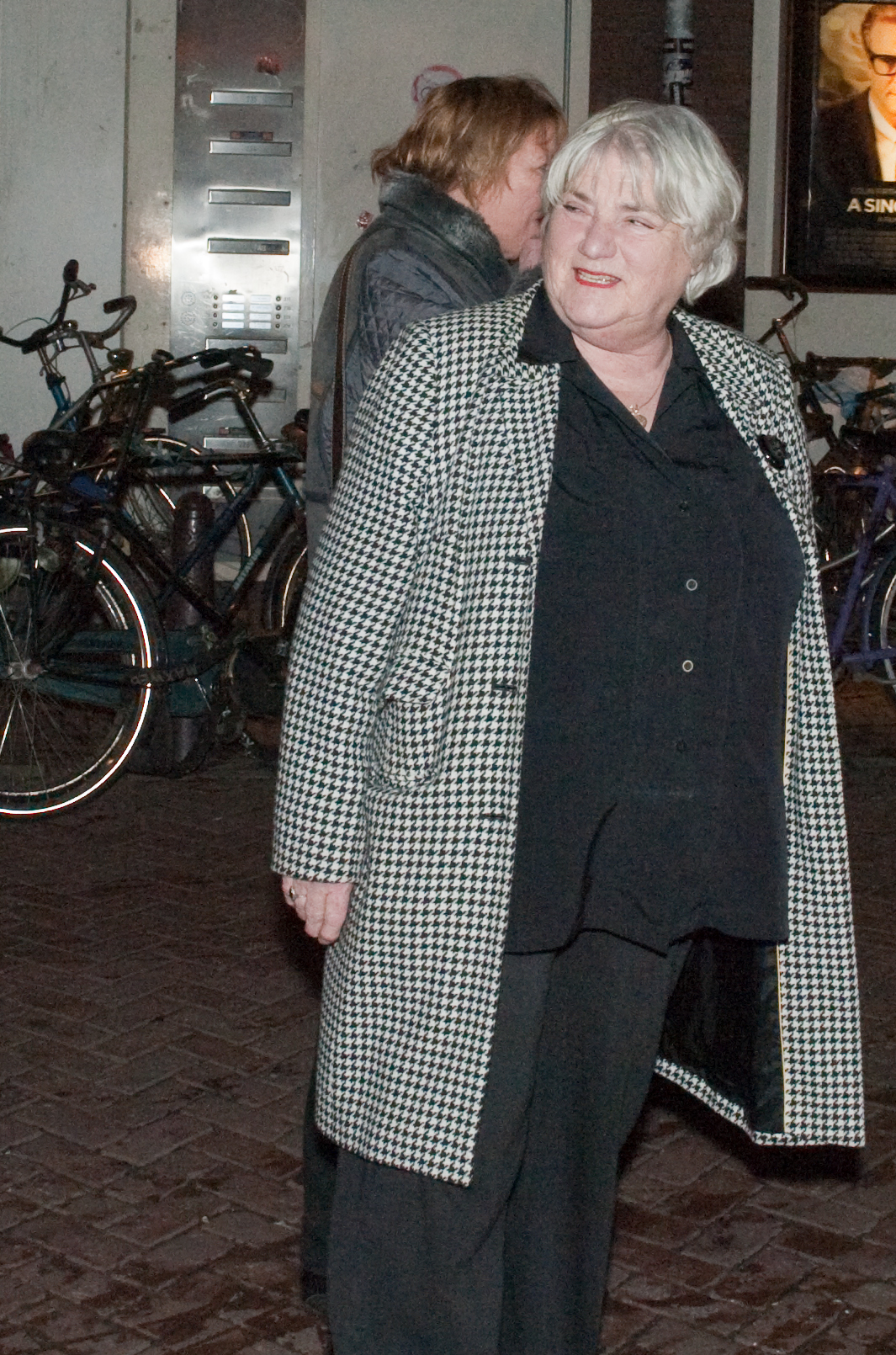
Nelly Frijda

Nelly Frijda (anhörenⓘ; * 4. Mai 1936 in Amsterdam als Nelly Wiegel) ist eine niederländische Schauspielerin und Politikerin.
Nelly Frijda gilt in den Niederlanden als eine der populärsten Charakterdarstellerinnen. Sie wirkte in Film- und Fernsehproduktionen mit, bei Hörspielen und Radioproduktionen, als auch in Theateraufführungen u. a. von Kafka, Shakespeare, Dickens und Tankred Dorst.
Nach einer dreimonatigen Schauspielausbildung schloss sie sich zunächst einer Kabaretttruppe an. Später wechselte Frijda zu den Bühnen von Rinus Ferdinandusse und Berend Boudewijn.
Erste Kontakte mit dem deutschen Publikum hatte sie 1983 in Marlen Gorris’ Die Stille um Christine M. 1986 spielte Nelly Frijda Ma Flodder in dem Spielfilm Flodder – Eine Familie zum Knutschen, wodurch sie ihren Bekanntheitsgrad deutlich erhöhen konnte. Die beiden Fortsetzungen dieses Spielfilms von 1992 und 1995 konnten nicht an den Erfolg des ersten Teils anschließen.
Frijda gründete mit der Rechtsanwältin Nelleke van 't Hoogerhuijs 2009 die lokale Partei Red Amsterdam und hatte von 2010 bis 2011 einen Sitz im Amsterdamer Gemeinderat.

## Filmografie (Auswahl)
- 1985: Zondag weet je alles
- 1986: Flodder – Eine Familie zum Knutschen (Flodder)
- 1986: Mama is boos!
- 1990: Han de Wit
- 1992: Flodder – Eine Familie zum Knutschen in Manhattan (Flodder in Amerika!)
- 1993–1998: Flodder (Fernsehserie, 62 Folgen)
- 1994: Just Friends
- 1995: Flodder Forever (Flodder 3)
- 1996: Mijn franse tante Gazeuse
- 2003: Kees de jongen
- 2004: Ellis in Glamourland
- 2006: Sinterklaas en het uur van de waarheid
- 2006: Het Zwijgen